# Anne François Mellinet
Pour les articles homonymes, voir Mellinet.
Anne François Mellinet, né le 29 août 1768 à Corbeil (actuellement Corbeil-Essonnes), mort le 19 juillet 1852 à Saint-Josse-ten-Noode, est un général français, exilé sous la Restauration, naturalisé belge après avoir pris part activement en 1830 à la révolution belge.

## Biographie

### Origines et famille
Anne François Mellinet est le fils de François Mellinet (1741-1793), député de la Loire-Inférieure à la Convention nationale, et d'Anne Luce Desjardins.
Le 24 juillet 1794, il épouse Rosalie Malassis, fille de l'imprimeur-libraire nantais Augustin-Jean Malassis. De ce mariage naissent deux enfants : Camille (28 janvier 1795) ; Émile (1er juin 1798), qui deviendra également général. Après la naissance d'Émile un divorce intervient ; Rosalie  devient l'assistante de sa mère, veuve en 1797, dans la direction de l'entreprise Malassis avant d'en prendre elle-même la tête puis de la transmettre à Camille.
En 1808, alors qu'il se trouve en Italie, Anne François a d'une autre femme un troisième fils, Alexandre, qui deviendra diplomate de haut rang
L'acte de mariage de Camille Mellinet (15 mai 1826) signale que « Anne François Mellinet (est) absent sans nouvelles depuis 20 ans, suivant acte de notoriété du 20 avril dernier ». L'acte de décès de Rosalie-Anne Malassis (16 juillet 1861) indique en revanche qu'elle était « veuve d'Anne François Mellinet, général en retraite ». La famille a donc été informée au moins de sa mort en Belgique.

### Formation et débuts
Il est éduqué dans une école pour fils de la petite noblesse française[réf. nécessaire] (une école militaire selon la Biographie universelle).

### La Révolution
Comme son père, il soutient la Révolution, puis la République, mais fait partie des éléments modérés.
En septembre 1792, il entre dans une compagnie de volontaires nantais et il est envoyé dans ce cadre dans les Pyrénées-Orientales après l'entrée en guerre de l'Espagne. Il participe à la défense du fort de Bellegarde (juin 1793). Il est promu capitaine le 26 juillet 1793. Il est aussi présent à la bataille de Peyrestortes qui met fin à l'offensive espagnole (septembre 1793). Il est promu lieutenant-colonel puis colonel.
Il revient alors à la vie civile pour quelques années ; la Biographie universelle met cela en relation avec le fait que son père, mort de maladie en juin 1793, était proche des Girondins. Il revient à Nantes à l'époque de la domination des Montagnards (voire des Hébertistes). Baco a été déchu de la mairie dès l'été 1793, Carrier est à Nantes d'octobre 1793 à février 1794. Peu après son départ, les plus extrémistes de ses partisans (Lamberty notamment) sont cependant éliminés. Anne-François Mellinet est certainement un opposant à Carrier durant cette période, mais on ne dispose pas d'éléments précis sur ce point.
En juillet 1794 (le six thermidor, trois jours avant la chute de Robespierre), il se marie avec Rosalie Malassis ; l'acte de mariage, fait par Jean-Louis Renard, maire de Nantes, indique qu'il est administrateur du district de Nantes. Son premier fils naît 6 mois plus tard. La famille habite rue des Halles.
À la fin de l'année 1794, il participe à la mise en accusation du comité révolutionnaire de Nantes qui est impliqué dans le procès de Carrier (décembre 1794).
Dans les années 1795-1798, il est employé comme professeur à l'école centrale.
Il reprend ensuite du service dans l'armée. À la fin de 1799, il est nommé commandant de la place de Brest, mais est retenu à Paris par la survenue du coup d'état du 18 brumaire.

### Le Consulat et l'Empire
Il se range du côté de Bonaparte lors du 18 Brumaire.
En fonction en Italie, il est impliqué dans une affaire de détournement de fonds en 1806, et finalement acquitté en 1811.
Il fera toutes les guerres de l'Empire et sera chargé de réorganiser la Jeune Garde impériale pendant les Cent-Jours. Il se réfugie à Bruxelles après la bataille de Waterloo.

### Citoyen de la nouvelle Belgique
Il s'illustre lors de la révolution belge de septembre 1830. Il reçoit le commandement de l'artillerie des insurgés et combat durant toute la campagne contre les troupes hollandaises de Belgique. Il est nommé chef d'état-major de l'armée belge après la reconnaissance de l'indépendance de la Belgique par les grandes puissances. Il est ensuite nommé gouverneur de la province de Namur. Le peintre David, lui aussi exilé à Bruxelles, fait son portrait qui est aujourd'hui installé au Musée royal de l'armée et de l'histoire militaire, à Bruxelles.
Vers mars 1831, après que Louis-Philippe eut refusé la couronne de Belgique au nom de son fils le duc de Nemours, le général Mellinet voulut proclamer la république. Le régent Surlet de Chokier envoya Charles Rogier pour l'en dissuader.
Il fait une demande de grande naturalisation le 4 avril 1831 et la réitère le 20 octobre 1836 ; la demande est examinée le 22 janvier 1839 par la Chambre des représentants qui donne un avis favorable (48 pour, 33 contre) et transmet au Sénat.
Il figure dans la liste des fondateurs de l'Université libre de Bruxelles.

### Révolutionnaire européen
Il figure parmi les fondateurs d'une association révolutionnaire dénommée « Association démocratique ayant pour objet l'union et la fraternité de tous les peuples », fondée le 7 novembre 1847 au local de la maison des Meuniers, rue de la Tête d'Or, près de l'hôtel de ville de Bruxelles. Parmi les soixante-trois signataires des statuts de l'association, on trouve également Karl Marx, réfugié à Bruxelles, des avocats et professeurs d'universités belges, quatre Polonais, deux Français, un Néerlandais et une quinzaine d'Allemands. Nommé par acclamation président d'honneur lors de l'adoption des statuts de l'association, Mellinet plaide pour une extension de l'action révolutionnaire de la Belgique vers « le peuple rhénan » en concluant : « Effectuer le principe de la souveraineté du peuple, c'est consacrer l'égalité politique ». L'association veut profiter du libéralisme de la constitution belge pour prôner « la chute du despotisme », en soutenant notamment le Sonderbund suisse et en prônant « une révolution qui, ayant pris naissance dans le sein des démocrates, fera le tour du monde entier ». Anne François Mellinet participe à un complot républicain en 1848 et est arrêté, incarcéré à la citadelle d'Anvers et condamné, puis gracié par le roi des Belges Léopold Ier.
Devenu aveugle, Mellinet finit ses jours en 1852, à Bruxelles, à l'âge de 84 ans. Lors de ses funérailles, ses amis installent un canon sur sa tombe en guise de monument.

## Publications
- Lettres (1903)
- La Muette de Sénès, mélodrame en 3 actes et à grand spectacle, par M. François*** (1805)
- Guide de l'officier particulier en campagne, par M. Cessac-Lacuée. Nouvelle édition, revue... par M. Mellinet,... (1805)
- Fragmens à la manière de Sterne (traduction, 1800)
- Chant sur la mort de Desaix, par Mellinet aîné,...